# 女人桥
女人桥（西班牙語：Puente de la Mujer）是阿根廷布宜诺斯艾利斯的一座配重斜拉桥，由西班牙建筑师圣地亚哥·卡拉特拉瓦设计，这是他在拉丁美洲的第一部作品（紧随其后的是里约热内卢的明日博物馆）。桥梁位于马德罗港3号码头。

## 历史
这是商人阿尔贝托·冈萨雷斯（Alberto González）提出的想法，他是马德罗集团（Grupo Madero）的成员，并捐赠了资金用于建设。冈萨雷斯将其委托给西班牙建筑师和工程师圣地亚哥·卡拉特拉瓦。并由位于巴斯克地区维多利亚市的Urssa公司建设，因为它所用的钢材不在阿根廷制造。
桥梁的设计是一对跳探戈的情侣形象的呈现。
这项工作的成本约为600万美元，由阿尔贝托·冈萨雷斯捐赠。它是由Urssa公司在西班牙维多利亚进行的，该公司于1998年开始建造这座桥，最后于2001年12月20日落成。

## 特点[5]
女人桥是一座长170米、宽6.20米的人行桥，分为三个部分：两个固定在堤坝的两岸，一个在锥形白色混凝土塔上旋转并允许船只通过的移动桥。该中心部分由39米高的带有水泥芯的钢尖顶支撑。针头呈斜向排列，支撑旋转段的缆索悬在其上，犹如斜拉桥。
整座桥重800吨。它有两个25和32.50米的固定侧截面和一个112.50米的中央悬挂和旋转截面。为了激活它的旋转，在桥的东边有一个计算机系统。
斜梁高34米、倾斜39º支撑拉杆和水平甲板。
它的外观与都柏林的塞缪尔·贝克特大桥和塞维利亚的阿拉米略大桥非常相似，因为都是由圣地亚哥·卡拉特拉瓦设计的。

## 画廊

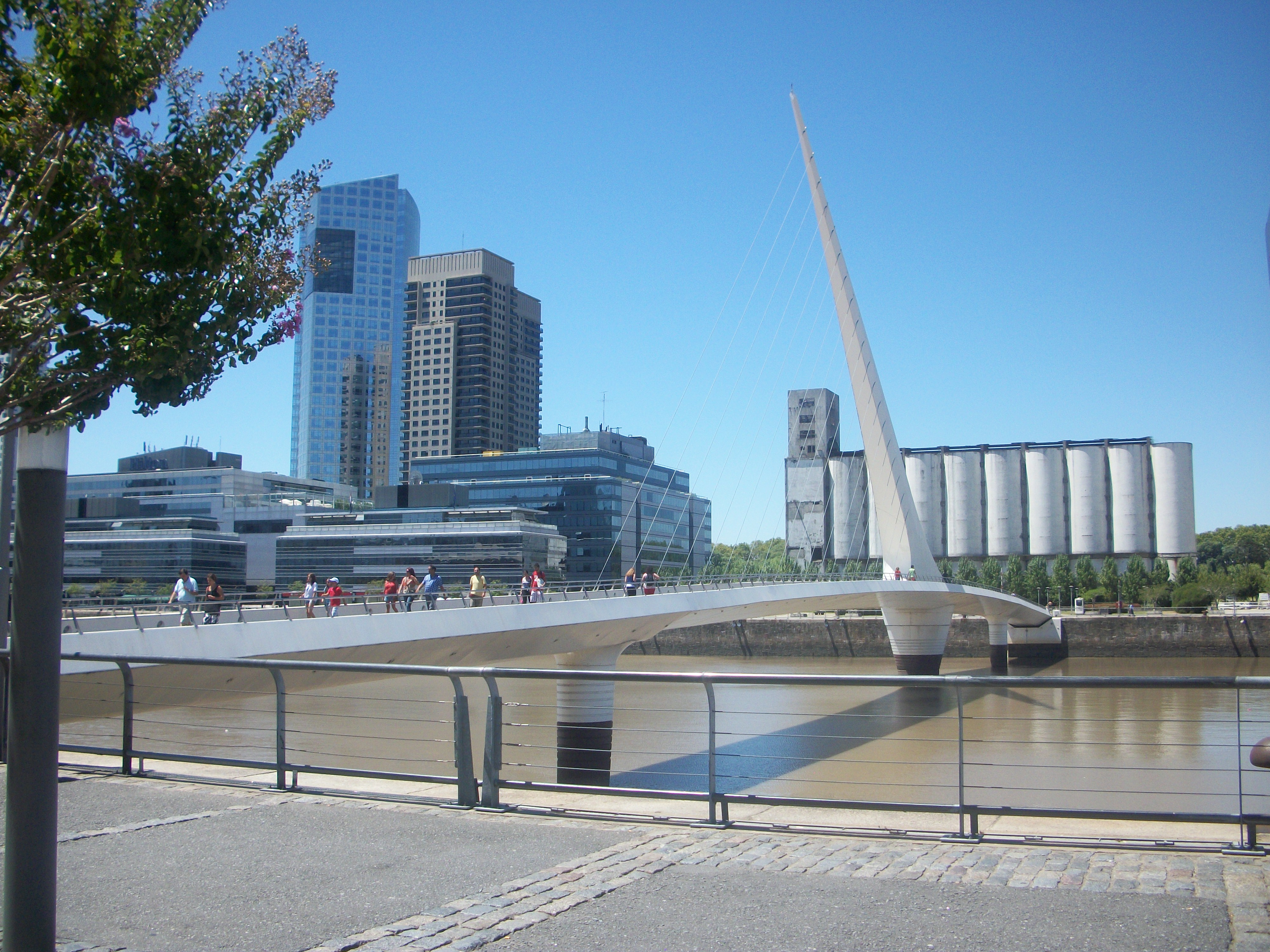
与 YPF 塔的桥梁。
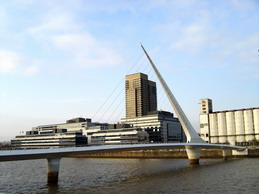
局部视图
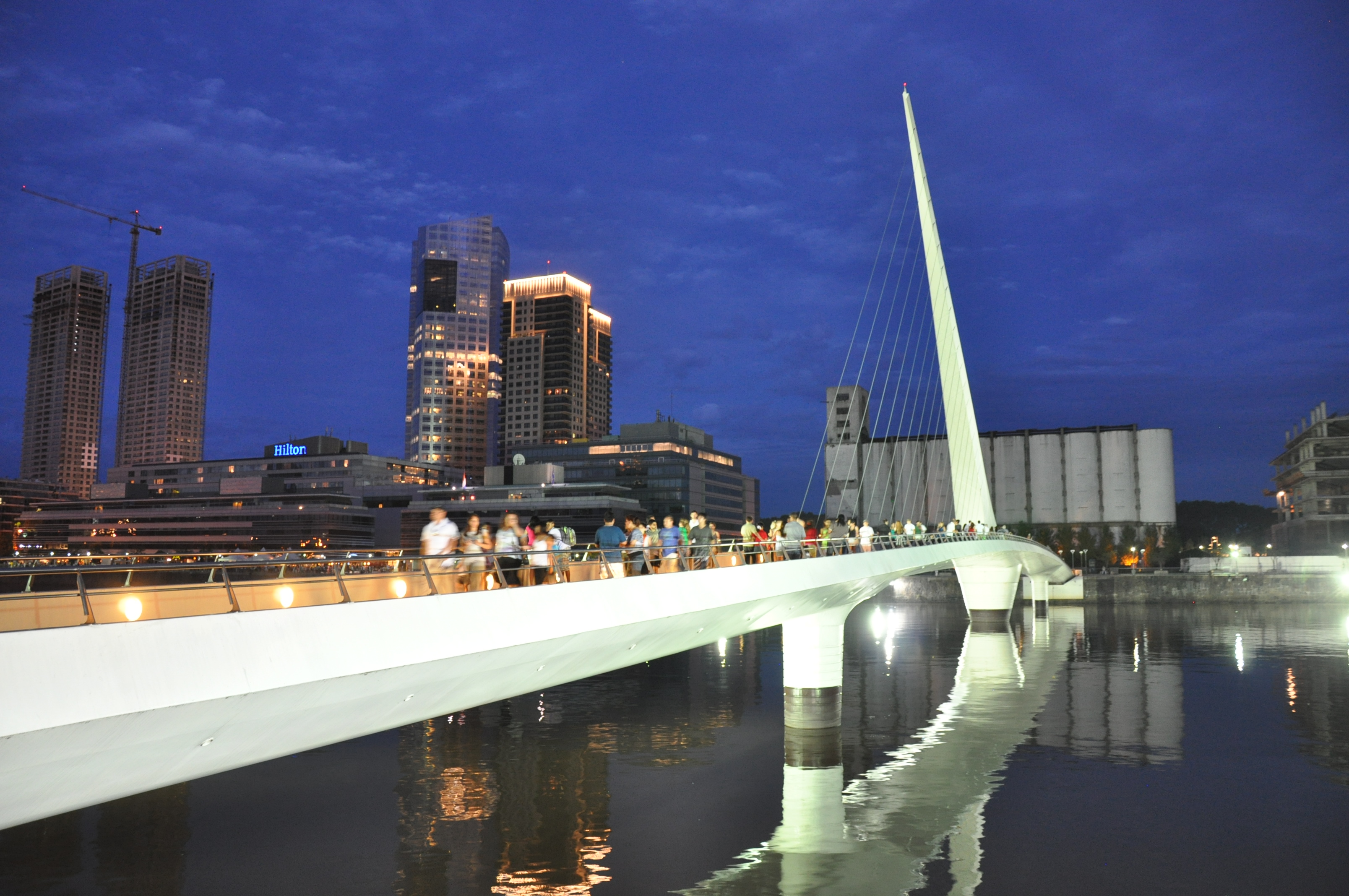
在晚上